# Storia del Municipio Roma III

Il territorio del III Municipio

La storia del Municipio Roma III riguarda il territorio della zona nord di Roma, tra il Tevere e l'Aniene, delimitato da tre grandi assi di trasporto: la Via Salaria a ovest, la Via Nomentana a sud-est e, ovviamente di più recente costruzione, il Grande Raccordo Anulare a nord. Le prime testimonianze della presenza dell'uomo nel territorio suddetto risalgono a 700.000 anni fa; nell'età antica vi fu un grande sviluppo demografico con la costituzione di diverse città nella zona, all'incirca negli anni della fondazione di Roma, come Crustumerio, abitata dai Crustumini, e Fidene.
Nell'età imperiale, al contrario, vi fu uno spopolamento dovuto alla moltiplicazione del numero di villae nel territorio; lo stesso fenomeno avvenne nel Medioevo con i casali.
È nell'ultimo secolo che la zona raggiunge un grandissimo e celere sviluppo urbanistico, con la nascita prima della garden city di Monte Sacro e poi, nel secondo dopoguerra, di molti altri quartieri.

## Geologia e preistoria
Centinaia di migliaia di anni fa, il territorio è stato soggetto a fenomeni vulcanici, provocati dai Monti Sabatini e dai Vulcani Albani.
Nella preistoria il territorio era già abitato. Sono stati ritrovati, nella zona della Bufalotta, dei resti fossili umani risalenti a 700.000 anni fa; inoltre altri resti risalenti a 200.000 anni fa sono stati ritrovati in una località denominata Monte delle Gioie (attuale quartiere Serpentara) e a Sacco Pastore (dove oggi c'è Via Val di Nievole). Nell'ultimo caso si tratta di reperti più recenti: risalgono a circa 100.000 anni fa.
Questi ultimi ritrovamenti avvennero tra il 1929 e il 1935: fu ritrovato, per la prima volta in Italia, un cranio neanderthaliano nei pressi di Sacco Pastore, da parte di due paleoantropologi francesi: Alberto Carlo Blanc e Henri Breuil. Da questo ritrovamento prende il nome l'uomo di Saccopastore.

## Età antica

### Dagli antichi insediamenti alla Roma repubblicana

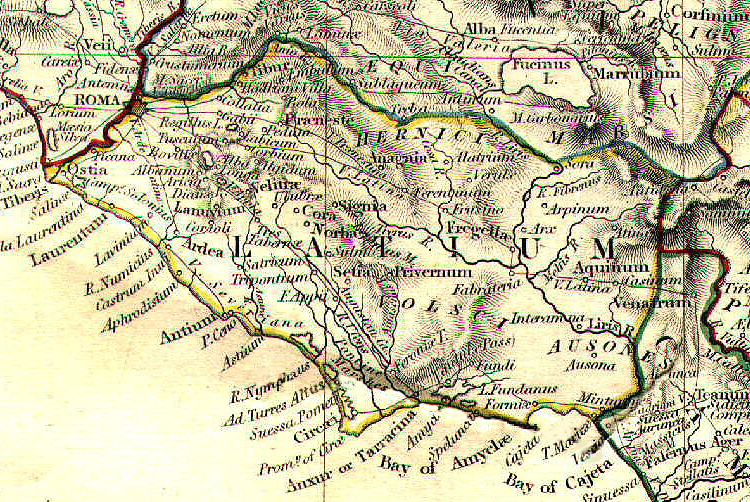
Il Latium vetus

I centri più importanti dell'antichità nel territorio analizzato furono senza dubbio Crustumerio e Fidene: la prima città, citata anche nell'Eneide da Publio Virgilio Marone, fu conquistata da Romolo, mentre la data di conquista della seconda è incerta.
Sappiamo che Fidene, quando Roma fu fondata, nel 753 a.C., era un centro medio-grande che sfruttava le vie di comunicazione fluviali e terrestri. Per questo i romani cercarono sempre di isolarla (specie da Veio) e di conquistarla. Secondo i racconti tradizionali, la conquista avvenne sotto il regno di Romolo, nella battaglia di Fidene. Ipotesi più accreditate fanno risalire la conquista al 474 a.C., quando, nonostante i Fidenati cercarono di contrastare i romani alleandosi con la città etrusca di Veio, la città fu occupata da una guarnigione romana al fine di conquistarla. I Romani la saccheggiarono e poi le diedero fuoco tra il 436 a.C. e il 435 a.C.: la città divenne quindi un municipium di Roma e una parte degli abitanti cadde in schiavitù.
Al fine di ricostruire una parte degli edifici di Roma bruciati dopo l'incendio gallico, l'urbe trasse dalle cave nei pressi di Fidene una grande quantità di blocchi di tufo. Grazie alla caduta di Fidene, i Romani si trovavano in una buona posizione nella lotta contro Veio. In età tardo-repubblicana, a quanto dice Strabone, Fidene venne spesso presa, al pari di Gabii e Labici, come esempio di una città sottomessa e resa villaggio.
Oggi, a testimonianza della storia millenaria del quartiere, si può visitare nella stessa Fidene la casa protostorica, ricostruzione in scala reale, realizzata con l'ausilio di tecniche costruttive antiche, di una casa della fine del IX secolo a.C. rinvenuta quasi integra.

#### La rivolta della plebe sul Monte Sacro
La zona prende il nome dall'omonimo monte, famoso per una grande rivolta della plebe che ebbe luogo nel 496 a.C.: sul monte si rifugiarono i plebei (la rivolta per molti fu addirittura il primo sciopero della storia). La rivolta fu però sedata dal senatore Menenio Agrippa con il famoso apologo pronunciato nel 503 a.C.: Agrippa paragonò metaforicamente le classi sociali romane (come fece anche Esopo) a un corpo umano. Grazie a questo convincente discorso la situazione venne riportata all'ordine e i plebei ritornarono alle loro mansioni. La plebe comunque, essendosi ritirata e non avendo dato più i naturali contributi alla vita pubblica, ottenne l'istituzione dei tribuni della plebe e degli edili della plebe e la creazione di una propria assemblea, il concilium plebis, che eleggeva i tribuni e gli edili plebei.
Fu eretta sul monte, per ricordare l'evento e gli accordi presi, un'ara dedicata a Giove Terrifico: per questo il monte divenne sacro.

### Il periodo imperiale

#### Levillae

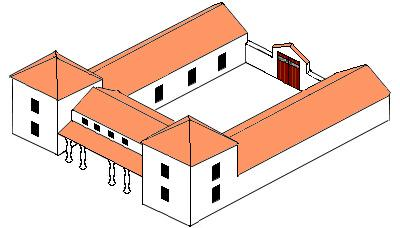
Schema di una villa

La zona, in epoca imperiale, raggiunse un grandissimo sviluppo dal punto di vista residenziale e socio-economico, ma per spiegare questo fenomeno bisogna tornare indietro agli ultimi due secoli della Repubblica romana: infatti, dopo la fine delle guerre che consacrarono Roma come potenza assoluta nella penisola italica e nel mar Mediterraneo (IV - III secolo a.C.), le campagne si erano spopolate poiché i contadini che le gestivano erano stati impegnati appunto in queste guerre. Per questo si vennero a creare, agli inizi del II secolo a.C., nuove forme di proprietà della terra, tra le quali quella della villa, un possedimento di media estensione lavorato dagli schiavi a loro volta gestiti dal fattore (vilicus), nella quale il proprietario abitava solo periodicamente.
Quello della villa era il sistema più usato nei territori di cui si sta trattando. Infatti, tra il II secolo a.C. e il I secolo d.C. l'area del Municipio di Montesacro doveva sicuramente essere disseminata di ville con funzioni produttive: oltre ai tanti ritrovamenti archeologici di frammenti di anfore e di grandi contenitori alimentari, sono stati rinvenuti dei reperti risalenti all'epoca imperiale, che testimoniano la presenza di villae nelle quali si coltivavano alberi da frutto, grano, fiori, ortaggi, ulivi e viti nelle odierne zone di Monte Sacro, Fidene, Colle Salario, Vigne Nuove, Bufalotta, Serpentara, Tor San Giovanni, Prati Fiscali, Settebagni, Castel Giubileo e Marcigliana. Sappiamo inoltre, dalle fonti a noi pervenute, che si producevano maggiormente olio e uva.
Nel territorio del municipio si conservano centinaia di villae romane; di seguito si tratterà di alcune di esse.

Tra le villae più importanti vi è quella del liberto Faonte. Con gli scavi archeologici venne inoltre scoperta un'urna funeraria con incisa un'iscrizione dedicata a Claudia Egloge: questa donna fu la nutrice di Nerone e insieme ad Atte raccolse il corpo dell'imperatore per trasportarlo in seguito nella tomba dei Domizi. A proposito di questa villa, Svetonio ci informa che questo liberto si offrì di ospitare lo stesso Nerone per fuggire da Galba e dai suoi uomini, pronti a ucciderlo. Ma, con gli uomini di Galba a pochi metri, l'imperatore decise di suicidarsi con un pugnale che infilò in gola, con l'aiuto di Epafrodito. 

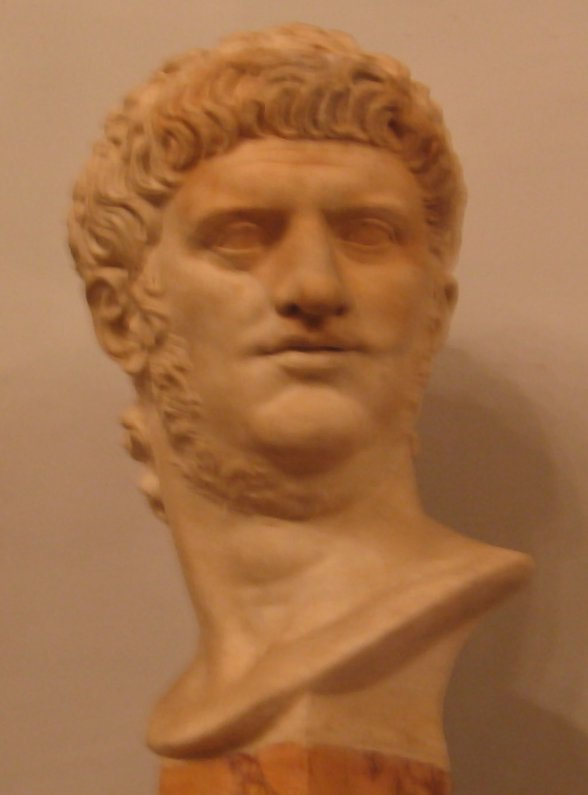
Busto di Nerone esposto ai Musei Capitolini

Svetonio ci indica la collocazione esatta di questo edificio: era situato tra la via Nomentana e la via Salaria e precisamente, secondo alcuni archeologi, in via Passo del Turchino. La villa probabilmente era di grande dimensioni e si divideva in due sezioni: una rustica e l'altra abitativa. Nei pressi della villa si trovava una grande cisterna ancora visibile.
Nel quartiere di Colle Salario, nei pressi via Serrapetrona e di via di Monte Giberto, si trova una'area recintata nella quale era posta una villa romana. Databili tra la fine della età repubblicana e le prime fasi di quella imperiale, i resti della villa costituiscono un nucleo in muratura mista di malta e tufo. Inoltre, la presenza di frammenti di ceramica a vernice nera ci dà la quasi certezza della frequentazione del sito già nel II secolo a.C..
Su via di Settebagni si trova una collina sulla quale sono posti i resti di una villa di età imperiale: si notano in particolare dei grandi ambienti voltati a botte.
La presenza di frammenti di tegole e ceramica ci fanno pensare a una costruzione di questa villa risalente all'età tardo-repubblicana. Probabilmente il poggio sul quale si trovano i resti è stato terrazzato dagli stessi romani. Inoltre, sempre nei pressi di Settebagni vennero ritrovati i resti di una villa denominata Redicicoli del bene. Questo sito, danneggiato per la realizzazione di un complesso di ville a schiera, probabilmente è stato abitato fino al V secolo d.C.
Vi sono state inoltre ritrovate due tombe, ma non è chiaro se queste sono collegate in qualche modo alla villa.
Su via della Bufalotta si trovano inoltre dei resti una villa di tarda età repubblicana accessibili da una strada sterrata.
Gli scavi furono effettuati dalla Soprintendenza Archeologica di Roma nel 1984 e hanno portato alla luce resti di strutture di un edificio rustico insieme a due vasche usate per la produzione di olio e di vino, oggi ancora visibili.
In Piazza Monte Torrone si trovano altri resti di una grande villa risalente al II sec. d.C., mentre su via della Marcigliana sono ancora visibili i resti di un'altra villa. Probabilmente alcuni ambienti di quest'ultima villa venivano usati come cisterne.

#### Altri ritrovamenti risalenti all'età imperiale
Nel quartiere di Nuovo Salario si trovano i resti di un'antica cisterna romana.
La cisterna venne alla luce nel 1981, in occasione dei lavori di urbanizzazione della zona, ed è costruita in tufo; risale al I secolo a.C.. Nelle vicinanze sono presenti altre antiche strutture in opera reticolata utilizzate per la pigiatura dell'uva.
Dal ritrovamento di abbondanti frammenti di tegole e di olle, si può dedurre che il sito era occupato già in epoca arcaica e continuò a esserlo fino all'epoca imperiale.
Ai resti di una villa di questo periodo si deve forse attribuire un pozzo scavato nel tufo, sulla sommità collinare della Tenuta Tallongo.

## Medioevo
Nel Medioevo vi fu un grande spopolamento dell'area che oggi corrisponde al III municipio, ma i centri di Capobianco, Fidene e Monte Sacro non ne furono interessati. Una situazione contraria si verificò a Colle Salario (e quindi probabilmente anche nelle zone contigue di Castel Giubileo) e lungo la via Nomentana, all'altezza del luogo del martirio di Sant'Alessandro, dove vi fu un grande incremento demografico.
L'estendersi del territorio abitato ebbe un grande sviluppo soprattutto nelle aree vicine ai centri religiosi di San Michele Arcangelo, Castel Giubileo e Sant'Alessandro e inoltre nei pressi di altre chiese.
Per molti il fenomeno e spiegabile con il fatto che, dopo le sempre più frequenti invasioni barbariche, le chiese diventarono per la popolazione, specialmente per chi si dedicava ad attività agricole, un centro di aggregazione. Si tentò, in risposta a questo fenomeno sempre più in crescita, di formare piccole associazioni contadine formate dagli stessi agricoltori: era il sistema della domusculta, che ebbe un grande sviluppo con papa Zaccaria (741-752) e con papa Adriano I (772-795) e contribuì a incrementare le proprietà della chiesa, che erano sempre di più rispetto alle proprietà private. Spesso venivano riutilizzati per questo scopo degli edifici costruiti in epoca imperiale che ancora erano in buone condizioni. La formazione di queste proprietà dà inizio al fenomeno dei casali, eredi delle villae romane. Molti casali furono costruiti sui resti delle ville nella zona della Marcigliana, di Prati Fiscali e della Serpentara, ma anche monumenti e tombe furono riutilizzati.
Vi erano numerosi casali fortificati, ognuno dei quali era parte dell'omonima tenuta reggente: il Casale di Redicicoli, Casal de' Pazzi, Casale della Cesarina, Casale di Castel Giubileo, Casale della Marcigliana, Casale della Cecchina, Casal Boccone, Casale di Villa Spada, Casale di Malpasso, Casale di Settebagni, Casale di Massa, Casale Giuliani, Casal Fiscale e Casale di San Silvestro.
Oltre che per la costruzione dei casali, altri siti romani furono destinati a diverse attività. È il caso, per citare un esempio, di un sepolcro romano del I secolo a.C. che si trovava nei pressi di Ponte Salario: nel medioevo fu usato come torre di guardia per scopi difensivi e di sorveglianza. Lì venne costruita nel 537 la Torre del Caricatore, che presenta un'alternanza di pietre chiare e scure nella costruzione al fine di renderla più visibile: le torri costruite con questo sistema erano chiamate vergate.
Altre torri di avvistamento furono erette su mausolei romani, tra cui le Torri della Cecchina e di Capobianco, detta anche Torre di Castiglione.

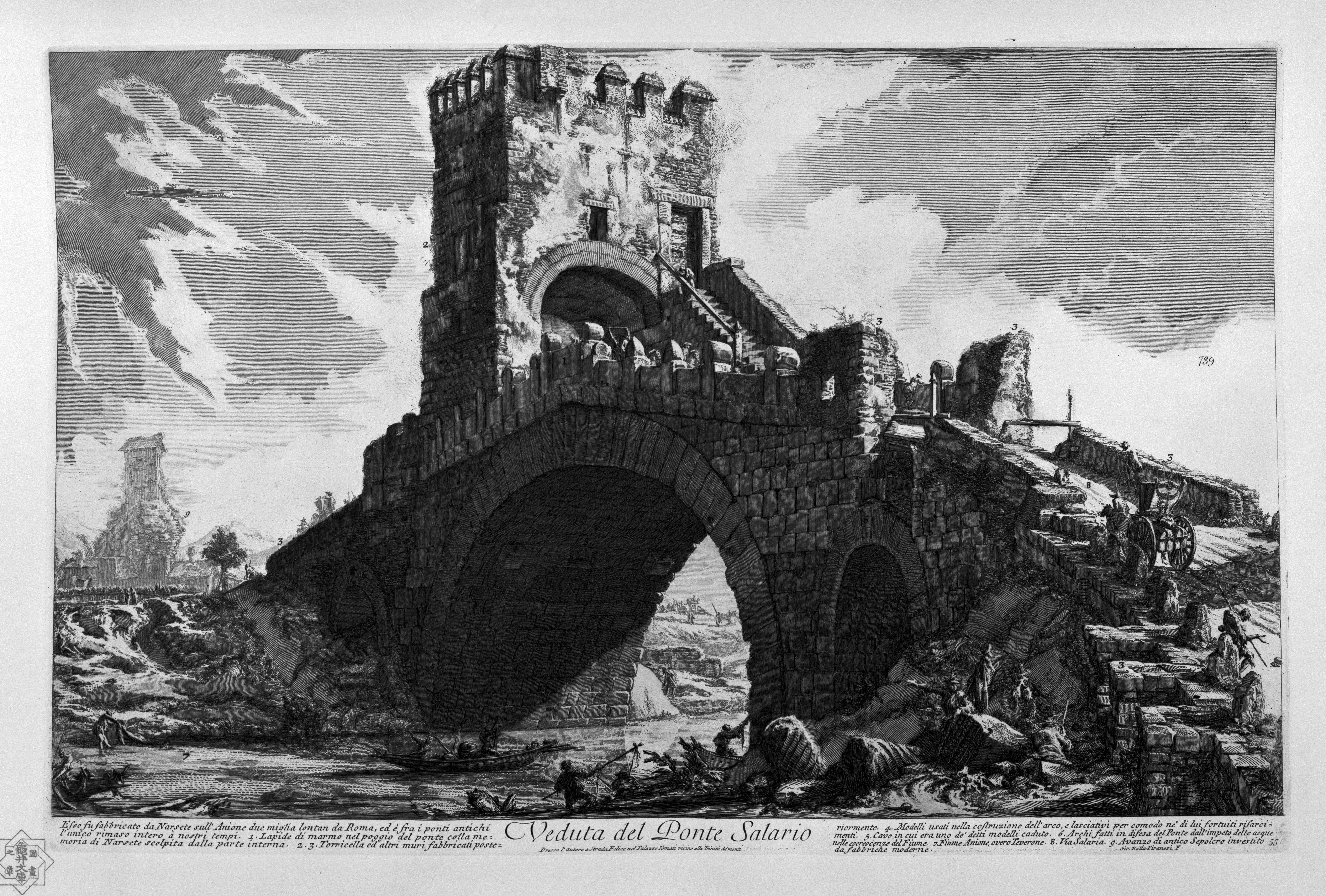
Ponte Salario. Giovanni Battista Piranesi, ca. 1760

## Tra 1500 e 1700: i casali
Prima si è parlato dei casali: il loro numero rimase invariato dal '600 fino al '900. Il casale era il nucleo delle proprietà terriere e dava una grande importanza economica all'allevamento. Nonostante ciò, dai documenti antichi si può facilmente dedurre la presenza di appezzamenti coltivati con vigneti nelle vicinanze di Ponte Salario e Tufello nel '300, a Castel Giubileo - dove si producevano vini bianchi - tra la metà del '500 e il '600, e nei pressi di Casal Boccone e Casal de' Pazzi nel '600. L'attuale zona di Vigne Nuove prende il nome dalla presenza di vigneti piantati nel '700. Interessante ricordare inoltre la derivazione di altri nomi di località: Redicicoli (con l'attuale via del Casale di Redicicoli) prende il nome dalla parola "radiciola", significante radicchio o cicoria, mentre il nome di Serpentara risale al fatto che all'epoca la zona era infestata dai serpenti.
Tra il 1878 e il 1911 furono frazionate le terre tramite una legge di bonifica agraria. I casali attuali furono costruiti proprio in quel periodo, adeguati quindi alle esigenze del tempo.
I casali ricordati ancora oggi sono: Casale di Redicicoli, Casal de' Pazzi, Casale della Cesarina, Casale di Castel Giubileo, Casale della Marcigliana, Casale della Cecchina, Casal Boccone, Casale di Villa Spada, Casale di Malpasso, Casale di Settebagni, casale Giuliani, Casale di Massa, Casal Fiscale e Casale di San Silvestro.

## Storia recente: dalla città giardino alla nascita dei nuovi quartieri
Nel 1919 vennero costruite le prime case nella zona oggi conosciuta come Monte Sacro dagli impiegati delle Ferrovie dello Stato: furono edificate lungo la via Nomentana in direzione dei Prati Fiscali. Il Governatore di Roma Filippo Cremonesi e il Presidente dell'Istituto Case Popolari Alberto Calza Bini portarono avanti un piano riguardante la realizzazione di una città giardino nella zona. Il progetto era quello di costruire, nella zona di Monte Sacro, una grande garden city: la più grande in Italia e nel mondo. Il modello della città giardino è un modello urbanistico di tipo inglese che si pone l'obiettivo si far vivere ai cittadini i benefici di una vita in città e di una vita in campagna, eliminando i rispettivi disagi.
La costruzione fu affidata a un'associazione chiamata Consorzio Città Giardino Aniene, costituita dall'Istituto Case Popolari e dall'Unione Edilizia Nazionale, su progetto di Gustavo Giovannoni. In questo progetto si prevedeva che, nei pressi del Ponte Tazio, dovessero sorgere dei servizi essenziali per lo sviluppo della città giardino: il parco, l'ufficio postale, il cinema-teatro, i negozi e la chiesa. Intorno a questi edifici si dovevano formare delle strade alberate e le case (prevalentemente villini) dovevano essere circondate da aree verdi e da giardini.
Nel territorio del III Municipio, tra gli anni '30 e gli anni '40 vennero costruiti i quartieri di Val Melaina, Cecchina e Tufello. Successivamente venne realizzato il Grande Raccordo Anulare. Le prime abitazioni che furono costruite nel quartiere del Tufello erano molto somiglianti alle villette realizzate anni prima come nucleo della città giardino di Monte Sacro (palazzine di pochi piani immerse nel verde).
Ma, dopo la seconda guerra mondiale, per arrestare la crescita dilagante della disoccupazione, lo Stato decise di intervenire elaborando dei piani che permettessero all'edilizia di svilupparsi nella zona. Questo programma prevedeva uno sviluppo dell'edilizia con una politica di agevolazioni fiscali per i costruttori e l'abolizione delle tasse allora esistenti sulle aree fabbricabili. Questo piano si poneva come obiettivo di edificare dei nuovi quartieri popolari nelle zone periferiche, demolendo le numerose baracche presenti sulle grandi arterie di comunicazione (come la via Salaria e la via Nomentana) di Roma.
Per questo l'edilizia divenne sempre più intensiva: le palazzine costruite successivamente furono molto più alte e le aree verdi furono ridotte al minimo. 

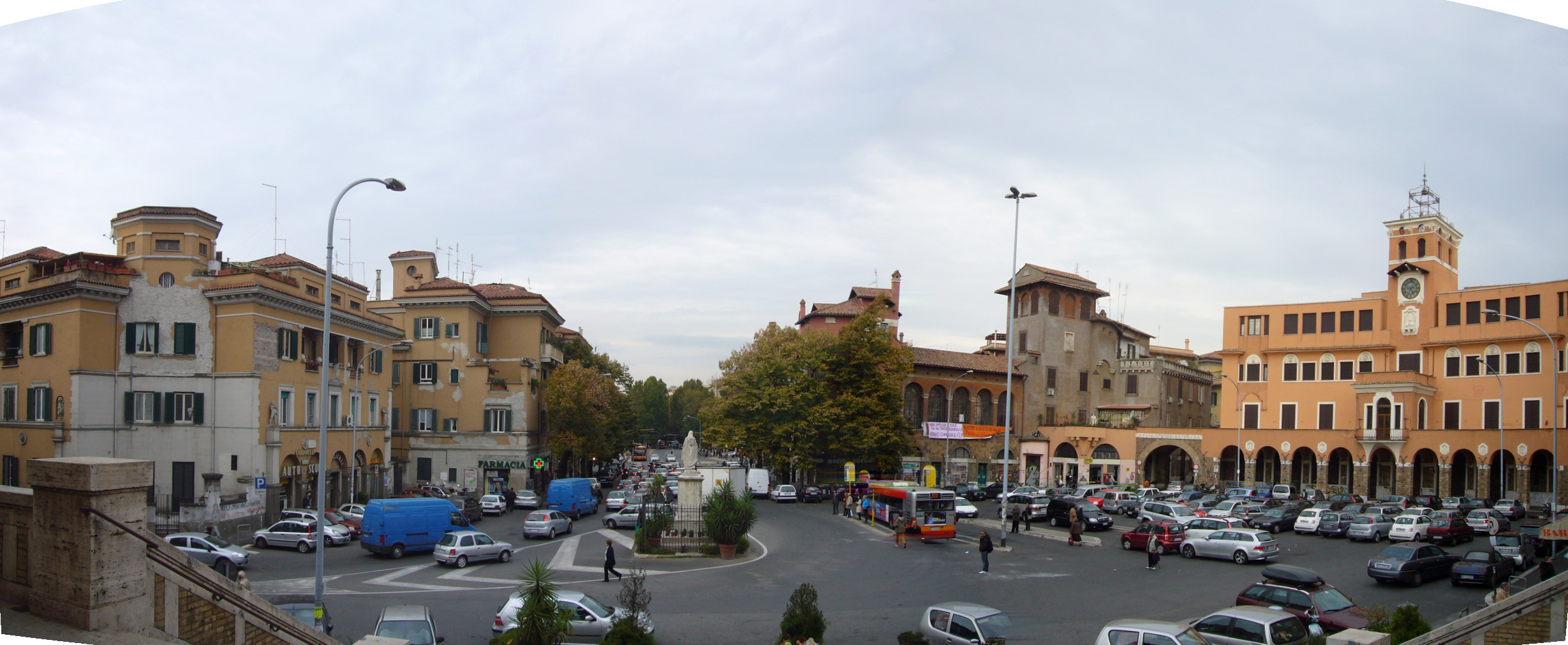
Piazza Sempione oggi, quartiere Monte Sacro: nella piazza si trova la sede attuale del Municipio Roma III

Tra gli anni '50 e gli anni '70 il fenomeno degenerò totalmente a causa dell'ulteriore riduzione degli spazi a disposizione: le palazzine raggiunsero anche 7 piani e avevano aree molto piccole per giardini e cortili. Questo fenomeno coinvolse anche la stessa garden city (vennero demoliti molti villini per sostituirli con palazzi molto più alti), oltre che il Tufello, Bufalotta e Vigne Nuove.
Tra il 1959 e il 1962 nacque il quartiere di Monte Sacro Alto (detto anche quartiere Talenti), nella zona posta tra via Nomentana e via della Bufalotta.
Anche l'antica Fidene fu interessata dal fenomeno edilizio post-bellico, nonostante vi fosse un'ordinanza risalente al 1962 che ne prevedeva un'utilizzazione agricola. La borgata Fidene quindi nacque tra gli anni '60 e gli anni '70. Anche zone limitrofe, come quella di Castel Giubileo, vennero edificate in quegli anni, mentre continuò, dopo il 1962, la crescita del quartiere di Vigne Nuove con la costruzione di case popolari promossa dallo I.A.C.P. (Istituto Autonomo Case Popolari). Dopo il 1970, la allora IV circoscrizione conobbe una grande crescita edilizia non solo lungo via delle Vigne Nuove, ma anche in altre zone come Conca d'Oro, Val Melaina, Nuovo Salario e la Serpentara.
Successivamente, tra il 1980 e il 1985, venne edificata la zona che oggi porta il nome di Colle Salario, caratterizzata da palazzi di altezza media (molti arrivano a sei piani) e torri molto alte (alcune raggiungono i quindici piani).
Il fenomeno urbanistico non si arrestò neanche nel quartiere di Talenti: negli anni tra il 1995 e il 1998 i piani edilizi coinvolsero le grandi estensioni verdi poste tra via Gaspara Stampa, via Nomentana e via di Casal Boccone.
Infine, dopo il 2005, si cominciarono a porre le basi per la costruzione di un nuovo quartiere residenziale: Casale Nei. Questo quartiere, in parte ancora in costruzione e racchiuso tra Colle Salario e Vigne Nuove, si sta sviluppando intorno a una grande area verde: il Parco delle Sabine.
Da segnalare, per concludere, che negli ultimi anni una maggiore coscienza ecologica ha rallentato lo sviluppo urbanistico e permesso di preservare numerose aree verdi nel III Municipio.
Per quanto riguarda i trasporti, nel 1994 fu aperta la ferrovia regionale FR1. Le stazioni che si trovano nel municipio sono quelle di Settebagni, Fidene a Colle Salario, Nuovo Salario e Val d'Ala. Nel giugno 2012 è stata aperta la stazione della Linea B1 Conca d'Oro; successivamente nel territorio del municipio è stata aperta la stazione su viale Jonio, stazione appunto denominata Jonio. In progetto invece le stazioni di Vigne Nuove (nei pressi di via Conti), Mosca e Porta di Roma/Bufalotta (tra Porta di Roma e Colle Salario) per la Linea B1 mentre per la Linea D è prevista la costruzione di sei nuove stazioni: Salario, Prati Fiscali, Adriatico, Talenti, Pugliese e Ojetti. Anche la stazione Jonio sarà utilizzata nella Linea D tra la stazione di Prati Fiscali e quella di Adriatico.

## Cronologia
- 700.000 anni fa: i primi fossili risalgono a questo periodo
- 200.000/100.000 anni fa: visse in questi territori l'Uomo di Saccopastore
- 474 a.C.: Fidene viene conquistata dai Romani
- 436 a.C.-435 a.C.: I Romani danno fuoco a Fidene
- Periodo imperiale: la zona ha un grande sviluppo urbanistico
- 68: Nerone muore prima di rifiutare di essere ospitato da Faonte
- II secolo a.C.-II secolo d.C.: le villae hanno un grandissimo sviluppo nella zona
- 537: viene costruita la Torre del caricatore
- 740-780: ancora grande crescita urbanistica nella zona
- 1600-1900: ascesa dei casali
- 1919: costruzione di prime case a Monte Sacro
- 1920-1940: costruzione della città giardino
- 1930-1940: costruzione dei quartieri di Val Melaina e Tufello
- 1950-1970: costruzione di palazzi molto alti, parziale demolizione della città giardino
- 1970: costruzione dei quartieri di Conca d'Oro, Serpentara e Nuovo Salario
- 1980-1985: costruzione del quartiere di Colle Salario
- 1994: apertura della linea FR1
- 1995-1998: non si ferma l'edificazione dei quartieri di Talenti e Casal Boccone
- 2005: costruzione del nuovo quartiere di Porta di Roma
- 2012: apertura di tre fermate della Linea B1